# Karlstrup Kirke
Karlstrup Kirke ligger i Karlstrup Sogn i Solrød Kommune.

## Historie
Karlstrup Kirke er en middelalderkirke fra 1100-tallet som en del af en stormandsgård. Foran kirken ligger en fredet jordhøj eller "motte", der i middelalderen blev anvendt som fæstningsværk. Motten er en del af stormandsgårdens forsvar og derfra var udsigt til Køge Bugt. I det tidlige forår kan man på de nypløjede marker ved siden af kirken ane en farveændring i mulden, der viser, hvor den middelalderlige stormandsgård lå. Bebyggelserne fra 1000 - 1300-tallet ligger, hvor mølleåen slynger sig. Åen har været en del af voldanlægget. I den tidlige middelalder har man angiveligt kunnet sejle fra Køge Bugt næsten helt op til stormandsgården.
Meget tyder på, at der før kirkebygningen af sten har ligget en trækirke mod sydvest. I 1984 fandt man rester af en kirkegård på 50 x 50 meter med jordfæstegrave. Det mest interessante var fundet af seks stolpehuller, som antyder, at der måske har været et kapel eller en kirke i vikingetiden.
Arkæologiske fund viser, at området omkring Karlstrup har været beboet i omkring 7000 år siden Ertebøllekultur i jægerstenalderen. Der ligger adskillige bronzealderhøje mellem Karlstrup og nabolandsbyen Solrød. Området er højtliggende og en god placering for korndyrkning og bosættelse, da man kan overskue hele Køge Bugt og se til Roskilde. I begyndelsen af 1900-tallet blev området ved Karlstrup Kirke en strategisk del af Tunestillingen.
Karlstrup Kirke ligger atypisk uden for landsbyen. Ældre karlstrupborgerne huskede en gammel anekdote om, at kirken oprindeligt skulle have ligget i byen, men hver gang man byggede, flyttede nisserne stenene om natten og smed dem ud på marken. Til sidst besluttede man sig for at bygge kirken der, hvor nisserne smed stenene. Der findes tilsvarende historier fra Boeslunde Kirke på Sjælland om en trold, der rev sten ned om natten, og fra Lund Domkirke i Skåne.

## Kirkebygningen
- Karlstrup Kirke

Kirkebygningen er hvidkalket, mens det senere tårn er af brændte rødtegl. Kirkeskibet er uden hvælvinger med fladt stokværks bjælkeloft og har romansk kor.

## Interiør

### Altertavle
Stammer fra 1600-tallet.

### Prædikestol
Stammer fra 1600-tallet.

### Døbefont
Stammer fra kirkens oprindelse, er udført af Gotlands kalksten.

## Gravminder
- Gravsten ved kirken